# Bisinchi
Bisinchi é uma comuna francesa na região administrativa de Córsega, no departamento da Alta Córsega. Estende-se por uma área de 12,66 km². 